# Illionaire Records
ILLIONAIRE Records là một hãng thu âm độc lập của Hàn Quốc được thành lập vào tháng 1 năm 2011 bởi các rapper The Quiett và Dok2. Rapper Beenzino cũng thuộc hãng thu âm này. Mặc dù kích thước nhỏ của nó, nhưng ILLIONAIRE được coi là một trong những hãng thu âm hip hop có ảnh hưởng nhất ở Hàn Quốc do sự nổi tiếng của các nghệ sĩ trực thuộc.

## Lịch sử
The Quiett và Dok2 cùng nhau thành lập  ILLIONAIRE Records vào ngày 01 tháng 1, năm 2011. Rapper Beenzino đã ký hợp đồng cùng ILLIONAIRE một năm sau đó. The Quiett sau đó đã nói trong một cuộc phỏng vấn rằng anh muốn bắt đầu một hãng thu âm nhỏ để tránh những hệ thống lớn như k-pop truyền thống. "Tiền kiếm được bởi các nghệ sĩ đầu tiên được trao cho các công ty để trả tiền cho các ông chủ, người quản lý và nhân viên. Trong trường hợp này, chúng tôi là những ông chủ," anh nói. Hãng thu âm chỉ có một nhân viên và không ai trong số ba rapper đang bị ràng buộc bởi hợp đồng.
Hãng thu âm trải qua đạt được sự nổi tiếng đột ngột từ những năm đầu tiên do nhiều hợp tác Dok2 với ca sĩ, rapper người Mỹ gốc Hàn Jay Park.
ILLIONAIRE lưu diễn tại Hàn Quốc vào mùa hè năm 2012. Ngày 11 tháng 11, ba nghệ sĩ phát hành bài hát miễn phí "ILLIONAIRE Gang" cho "ILLIONAIRE Day Concert."
Trong năm 2014, hãng đã tham gia cho "Asian Summer Concert Music Festival" tại thành phố New York vào tháng 21. Mùa hè năm đó nhãn cũng phát hành một album tổng hợp mang tên "11:11".
Dok2 và The Quiett đại diện ILLIONAIRE Records tham gia vào mùa giải thứ ba của cuộc thi rap trên truyền hình Show Me the Money, và là các nhà sản xuất đứng sau chiến thắng thí sinh Bobby của nhóm nhạc IKON. Họ cũng là những nhà sản xuất đứng sau vị trí thứ ba của Superbee tại Show Me the Money 5. [8]

## Nghệ sĩ
Illionaire Records
- Dok2
- The Quiett
- Beenzino

Ambition Musik
- Kim Hyo-Eun
- Changmo
- Hash Swan
- Ash Island
- Way Ched
- Leellamarz
- Zene The Zilla

## Đã phát hành
Album
| Tên                    | Nghệ sĩ    | Năm                       |
| ---------------------- | ---------- | ------------------------- |
| Thunderground          | Dok2       | ngày 25 tháng 11 năm 2009 |
| Illstrumentalz         | Dok2       | ngày 14 tháng 5 năm 2009  |
| A Night Record         | The Quiett | 2010                      |
| Flow 2 Flow            | Dok2       | ngày 25 tháng 1 năm 2011  |
| Hustle Real Hard       | Dok2       | ngày 19 tháng 4 năm 2011  |
| 2 4: 2 6               | Beenzino   | 2012                      |
| Love & Life, The Album | Dok2       | ngày 24 tháng 2 năm 2012  |
| AMBITIQN               | The Quiett | 2013                      |
| Dali, Van, Picasso     | Beenino    | 2013                      |
| Up All Night           | Beenzino   | 2014                      |
| Goal Keeper            | Dok2       | 2015                      |
| Multillionaire         | Dok2       | ngày 23 tháng 6 năm 2015  |
| 1 Life 2 Live          | The Quiett | 2015                      |
| Q Train 2              | The Quiett | 2016                      |

Đĩa đơn nhạc số
| Tittle                            | Artist(s)                      | Năm  |
| --------------------------------- | ------------------------------ | ---- |
| We Here                           | Dok2 (ft The Quiett)           | 2011 |
| That's Me                         | Dok2 (ft Rado)                 | 2011 |
| Illionaire                        | Dok2 (ft The Quiett, Beenzino) | 2011 |
| 그쯤에서 해                       | Dok2 (ft The Quiett, Beenzino) | 2012 |
| Leave Me Alone (Fuck You)         | Dok2                           | 2012 |
| Best Time (In Our Life)           | Dok2                           | 2012 |
| Rapstar                           | Dok2                           | 2012 |
| 나만 믿어 (with Taewan aka C-LUV) | Dok2                           | 2013 |
| We Gotta Know                     | Dok2                           | 2014 |
| Multillionaire                    | Dok2                           | 2015 |
| Still On My Way                   | Dok2 (ft Zion.T)               | 2015 |
| 111%                              | Dok2                           | 2015 |
| Future Flame                      | Dok2                           | 2016 |
| Bad Vibes Lonely                  | Dok2 (ft Dean)                 | 2016 |
| 1llusion                          | Dok2                           | 2016 |
| Beverly 1lls                      | Dok2 (ft The Quiett)           | 2016 |

## Chuyến lưu diễn
ILLIONAIRE Records NO RE$T 2016 US Tour
- Chicago (7/21/16)
- New York (7/22/16)
- Atlanta (7/23/16)
- Miami (7/26/16)
- Dallas (7/28/16)
- Los Angeles (7/29/16)
- San Francisco (7/30/16)
- Honolulu (8/3/16)